# ラフ・ヴァローネ
ラフ・ヴァローネ（Raf Vallone, 1916年2月17日 - 2002年10月31日）は、イタリア・トロペーア出身の俳優。

## 来歴
弁護士の息子である彼はトリノ大学で法律と哲学を学び、父親の法律事務所で働く。その傍ら、プロではないもののサッカー選手としても活躍。その繋がりで新聞のスポーツ・レポーターとなった。
1942年にはじめて映画に出演したものの、俳優になる気はあまりなく、映画製作のためのリサーチなどをしたこともある。1949年、後にネオレアリズモの代表作といわれるようになる『にがい米』に出演し、俳優として国際的に活躍するようになった。

## 主な出演映画
- にがい米 Riso amaro (1949)
- 白い国境線 Cuori senza frontiere (1950)
- アンナ Anna (1951)
- 嘆きのテレーズ Thérèse Raquin (1953)
- 芽ばえ Guendalina (1957)
- ふたりの女 La Ciociara (1960)
- 橋からの眺め Vu du pont (1961)
- エル・シド El Cid (1961)
- 枢機卿 The Cardinal (1963)
- ネバダ・スミス Nevada Smith (1966)
- ミニミニ大作戦 The Italian Job (1969)
- ローズバッド Rosebud (1975)
- 砂漠のライオン Lion of the Desert (1981)
- ゴッドファーザーPARTIII The Godfather Part III (1990)

## 日本のテレビ番組出演
- スター千一夜（フジテレビ）　-　1963年11月30日